# Dorieo de Rodas

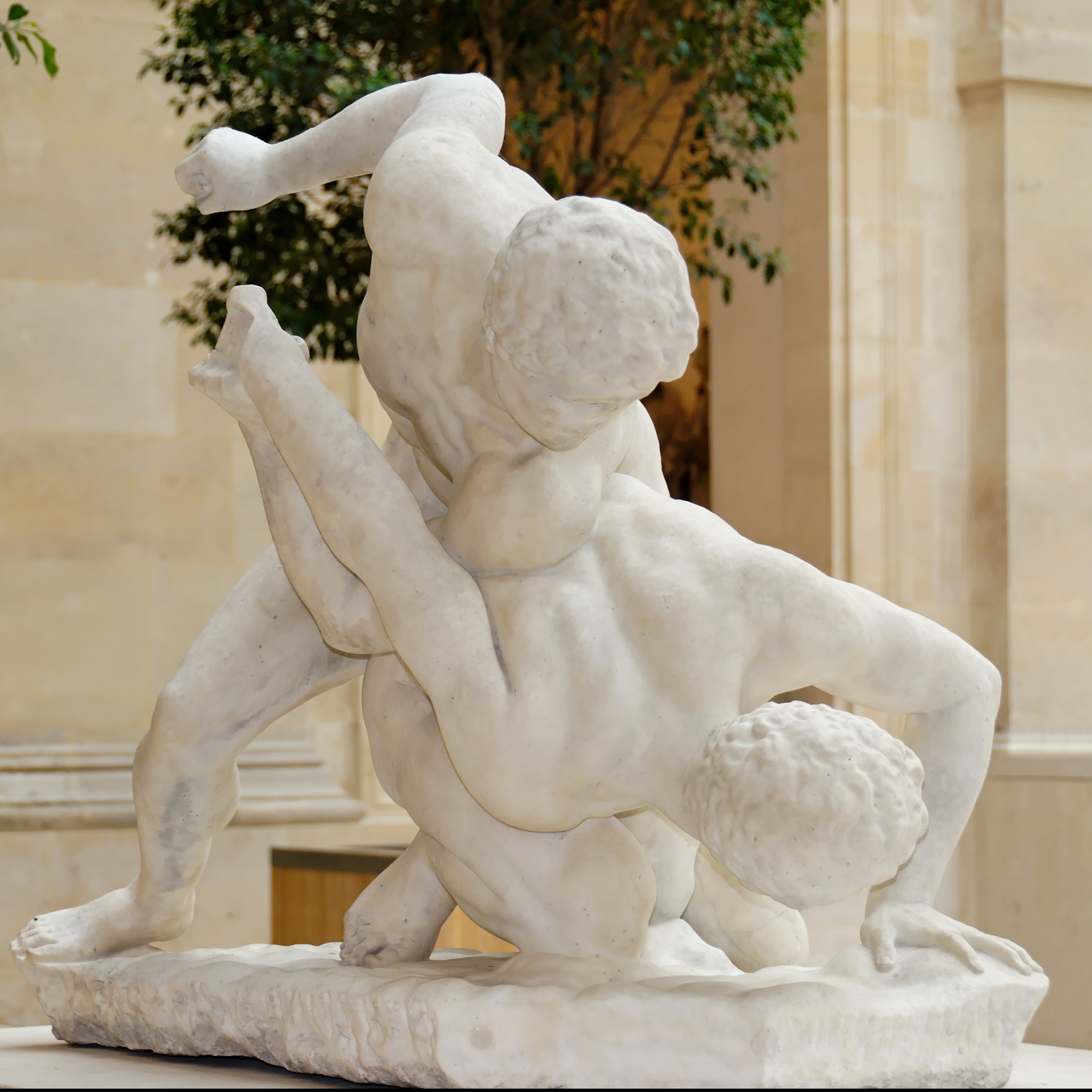
Luchadores de pancracio. Copia de un original griego.

Dorieo de Rodas (ca. finales del siglo V a. C.) fue un atleta rodio, vencedor de pancracio en tres ocasiones entre los años 432 a. C. y 424 a. C., en los Juegos Olímpicos, Nemeos (7 victorias), Ístmicos (8 victorias) y Píticos.
Era miembro de una familia noble de la ciudad de Ialisos, los Diagóridas, e hijo de Diágoras de Rodas, célebre por conseguir en varias ocasiones el premio otorgado al ganador de los cuatro Juegos: Olímpicos, Ístmicos, Nemeos y Píticos. A consecuencia de la guerra civil, se exilió de su ciudad y pasó a ser ciudadano de Turios, en la Magna Grecia.
Dorieo luchó en la guerra del Peloponeso. En el invierno de 412-411 a. C., Dorieo zarpó del Peloponeso con el espartano Hipócrates, al mando de diez naves de Turios, y con otros dos comandantes, uno laconio y el otro siracusano, arribaron a Cnido, que se había rebelado contra Atenas, a instigación del sátrapa persa Tisafernes. La flota del navarco espartano Astíoco destacada en Mileto, al enterarse de su llegada vigilaron Cnido con sus naves. En el verano del 411 a. C., los pelolonesios acantonados en Mileto se quejaban de que no habían recibido la soldada prometida por Tisafernes, y que si no se libraba una batalla naval decisiva o no se iban a un lugar donde conseguir víveres, los hombres abandonarían las naves. Culpaban a Astíoco. Los marineros turios y siracusanos , en su mayoría de condición libre, lo asaltaron para exigir su soldada. Astíoco los amenazó e incluso levantó el bastón contra Dorieo, que defendía a sus marineros.
En el 395 a. C., al mando de la flota de la Liga de Delos estaba Conón, que pactó con los diagóridas, aunque éstos eran aliados naturales de Esparta, y quitó a estos el control de esta importante base naval. 
Fanóstenes, fue nombrado estratego en 407 a. C. para sustituir a Conón. Le enviaron a la isla de Andros con cuatro naves y se tropezó casualmente con Dorieo. Apresó las naves y a su tripulación, que fue encarcelada en Atenas. A Dorieo, antiguo desterrado de Atenas y Rodas, condenado a muerte él y su familia por votación de la Ekklesía (asamblea ateniense), lo perdonaron y soltaron sin rescate.
Unos meses después Conón alentó una revuelta interna que derrocó y asesinó a los diagóridas e instauró un régimen democrático en la polis rodia, más del agrado de los atenienses, que junto a beocios, argivos y corintios iniciaron ese año la llamada guerra de Corinto. Los espartanos se enteraron del pacto acordado, y en represalia dieron muerte a Dorieo que viajaba por causas desconocidas por el Peloponeso, según cuentan Pausanias  y el desconocido Historiador de Oxirrinco.

Pausanias menciona las estatuas esculpidas por el escultor megarense Calicles, de Dorieo, su padre y sus hermanos Acusilao y Damageto, en Olimpia.